# VHS
VHS, siglas en inglés de Video Home System (en español: sistema doméstico de video), fue un sistema doméstico de grabación y reproducción analógica de audio y video en una cinta magnética. Coloquialmente es denominado «videocasete».
El VHS es semejante físicamente al sistema de audio (casete) solamente, pero con las diferencias de que la cinta magnética es mucho más ancha (½ pulgada), la caja o videocasete de plástico que la contiene es más grande y consta de un solo lado. La anatomía de un videocasete VHS comprende dos carretes internos y el recorrido de la cinta (este diseño básico es usado para todos los casetes de audio, de video o de datos). La apertura por donde se accede a la cinta está protegida por una tapa que se abre automáticamente mediante un sencillo mecanismo cuando el videocasete es introducido en la videograbadora VHS.
Hasta la aparición del DVD y los reproductores de DVD que se conectan al televisor o las lectoras/grabadoras de DVD de los computadores, VHS fue el sistema de grabación y reproducción de video más utilizado y popular desde su aparición en 1976 hasta su progresiva sustitución por el DVD, hacia principios de los años 2000 aproximadamente.

## Historia
VHS fue desarrollado en la década de 1970 por JVC y lanzado al mercado en 1976 por la propia JVC y su empresa matriz, Matsushita (Panasonic), junto con un grupo amplio de licenciatarias. El formato vino a competir con el entonces único sistema doméstico del mercado, el Betamax de Sony, también fabricado bajo licencia por Sanyo a finales de 1975, y así comenzó la guerra de los formatos donde sólo uno sería el "vencedor". Asimismo, compitió con el formato Video 2000 en Europa, Brasil y Argentina hasta la descontinuación de este en 1988.
El sistema VHS consiguió popularizarse y convertirse en estándar durante más de 20 años gracias a una mejor estrategia de comercialización que le permitió llegar más allá de los objetivos establecidos con anterioridad, incluso excediendo algunas expectativas. VHS tuvo un sistema de licencias de fabricación más flexible que el sistema de Sony y supieron conocer mejor las necesidades de los usuarios, ofreciendo desde el principio un mayor tiempo de grabación continua, de 6 horas, frente a solo 3 horas de los primeros videocasetes Beta que existían en el mercado en aquel entonces, para lo cual el mismo formato comenzó a tener competencia de manera explícita. También se fabricaron videocasetes VHS de 8 y de 10 horas continuas de duración de la cinta.
Además se concretaron e hicieron alianzas con las distribuidoras cinematográficas más importantes, algunas como Paramount, Disney y otras que lanzaron títulos en VHS De manera casi gradual pero con amplia expectativa que como se mencionó fue cumplida. Además de otros acuerdos que no necesariamente fueron de corte familiar o general (sobre todo la exclusividad sobre las películas pornográficas) evidentemente los videoclubes vieron que las películas de este tipo en VHS eran las más alquiladas y vendidas que las similares en Beta, lo cual a mediados de los 80 hizo que el formato fuese el "ganador" en dicha "guerra de formatos".
En 1988, Sony admitió oficialmente su derrota y anunció la producción de una línea de grabadoras en VHS, las cuales también demostraron ser de buena calidad con respecto a la competencia según declaraciones de Sony, que para ese entonces el formato ya tenía el 95% del mercado. El resultado, VHS se convertiría en el estándar por los próximos 16 años, conviviendo conjuntamente desde fines de la década de 1990 hasta el año 2004 con el videodisco DVD y dejando de ser fabricado en 2006 tras imponerse el DVD como medio de grabación.
La última película lanzada en VHS fue "A History of Violence" estrenada en cines en 2005 y lanzada en VHS y DVD el 13 de marzo del 2006.

### Súper VHS
Aunque la calidad técnica del sistema VHS fue mejorada significativamente desde su introducción, no alcanzó los estándares profesionales debido a la calidad de imagen que era capaz de ofrecer, especialmente cuando se necesitaba edición y efectos visuales en que su calidad requerida era media a alta. Esta característica técnica fue mejorada con el Súper VHS (S-VHS). Algunas nuevas operaciones comenzaron utilizándolo como un formato de captura que podía ser devuelto a la oficina de producción y copiado inmediatamente a un formato de mayor calidad para la edición. Esto minimizaba la pérdida de calidad que implicaba la edición. El S-VHS se habría convertido en el formato más popular en el trabajo de noticias si no se hubieran lanzado al mercado los nuevos formatos digitales, ya que estos tienen precios similares y ofrecen mayor calidad técnica.
A finales de los años 1980 y principios de los 90 comienza a popularizarse el videodisco Laserdisc (del tamaño del disco de vinilo LP), que apareció después como un sistema de mejor calidad de vídeo y audio, pero por el alto costo del videodisco y de su reproductor, la imposibilidad de regrabarlo, la facilidad de deterioro del disco y el límite de títulos disponibles por las empresas fílmicas y de entretenimiento hicieron que no se impusiera como formato doméstico sobre el VHS, que se podía copiar y regrabar.

## Detalles técnicos

### Mecanismo de lectura de cinta
La grabadora de videocasete VHS utiliza un mecanismo sencillo, muy parecido al de los casetes de audio, mediante el cual se accede al contenido de la cinta.
Cuando se introduce un videocasete VHS queda recogido en un soporte que lo desplaza suavemente hacia los engranajes que se encargan de hacer rodar los carretes de la cinta. Al mismo tiempo la tapa protectora frontal se levanta por sus extremos por dos pequeños tiradores, dejando la cinta al descubierto y en medio de los cabezales ubicados en cada lado del videocasete. Luego, un mecanismo de tensores la impulsa y ajusta hacia el cabezal principal, que gira rápidamente hacia la izquierda de manera inmediata a cuando la cinta es llevada hasta él, mientras que otros dos cabezales situados cerca de unos infrarrojos (que se ubican a la derecha y a la izquierda que se encargan de detectar el espacio transparente de cinta, y rebobinar o adelantar según sea el caso), ubican la cinta en posiciones rectas para hacer más ligera la travesía de la cinta. Después un engranaje hace avanzar lentamente el carrete de cinta, mientras que el cabezal principal lee de forma magnética (igual que una señal de televisión) el sonido y el video. Al grabar, un pequeño cabezal emite una señal electromagnética que borra la información de la cinta e inmediatamente copia las ondas magnéticas de la señal del televisor que se encuentra en el sintonizador de la videograbadora VHS.

### Grabación de video
Un videocasete de VHS puede tener un máximo de 430 m de cinta teniendo en cuenta un aceptable grosor de ella, ofreciendo alrededor de 3 horas y media de visionado para el sistema NTSC y 6 horas para PAL en modo de calidad estándar (SP), que ofrece mejor calidad. 
Otras velocidades incluyen LP y EP/SLP que duplican o triplican su duración, para regiones de NTSC, pero estas reproducciones lentas causan una reducción en la calidad de vídeo (desde 250 líneas a 230 líneas analógicas horizontales).
Las cintas VHS tienen aproximadamente 3 MHz de ancho de banda en video, lo que consigue relativamente una velocidad de larga duración por el uso de grabación de exploración helicoidal de una señal de frecuencia modulada de luminancia (blanca o negra), con una baja conversión de señales de colores grabadas directamente en la banda. 
Debido a que el VHS es un sistema analógico, las cintas VHS reproducen el vídeo mediante señales de ondas, de forma similar a las señales de televisión. La forma de ondas por líneas de escaneo puede llegar a 160 ondas como máximo, y contiene 240 líneas en pantalla en formato NTSC. En la terminología digital actual, el VHS equivale aproximadamente a 320x480 pixeles en luminancia con un coeficiente de señal de reducción de la imagen de 43 dB.
El color solo llega a 68x480, ya que la subportadora de 4,43 MHz en PAL es rebajada a 650 kHz aproximadamente, luego es elevada otra vez a 4,43 MHz por motivos de compatibilidad con el video compuesto pero la resolución de color continúa igual.
JVC quiso competir contra el SuperBeta de Sony, de 1985 con el nuevo modelo VHS HQ, o High Quality (Alta calidad). La modulación de frecuencia de la señal de luminancia del VHS está limitada a 3 megahercios lo que imposibilita una resolución alta, pero la marca en HQ incluye la reducción de ruido en luminancia, reducción de ruido en crominancia, extensión de white clip, y un circuito que mejora la nitidez, también ofrece mejor sonido en estéreo. El efecto era incrementar la aparente resolución horizontal del grabador de VHS recording desde 250x576 a 333x576.
En 1987, JVC introdujo un nuevo formato llamado Súper VHS con la extensión del ancho de banda bajo 5 megahercios, 560x480. En comparación con ella, el DVD tiene 720x480, por lo que una cinta Súper VHS no puede capturar totalmente la calidad de un DVD o una emisión de vídeo DtV estándar. La resolución de croma mantuvo aproximadamente el ancho de banda de 0,4 megahertz o 30 líneas analógicas horizontales, como era común en las normas de la cinta VHS, Umatic y Betamax. Incluso una emisión NTSC está limitada a 120 líneas máximas de crominancia (el DVD tiene 270 líneas de croma).

### Longitud de cinta
Los videocasetes de VHS NTSC y los de PAL/SECAM VHS son físicamente idénticos (aunque las señales de grabación en la cinta son incompatibles). Sin embargo, como la velocidad de la cinta difiere entre NTSC y PAL/SECAM, el tiempo de reproducción entre ambos sistemas es ligeramente diferente.
Con el fin de evitar la confusión, los fabricantes indican el tiempo de duración en minutos. Es perfectamente posible grabar y reproducir un videocasete T-XXX en un vídeo de PAL o un videocasete E-XXX en uno de NTSC, pero la duración puede ser distinta a la indicada. SP es el modo de reproducción estándar y LP el modo de reproducción larga.
- E-XXX indica el tiempo de duración en minutos para PAL o SECAM en modo SP.
- T-XXX indica el tiempo de duración en minutos para NTSC o PAL-M en modo SP.

| Etiqueta de cinta         | Largo de cinta | Largo de cinta | Tiempo de grabación (NTSC) | Tiempo de grabación (NTSC) | Tiempo de grabación (NTSC) | Tiempo de grabación (PAL) | Tiempo de grabación (PAL) | Tiempo de grabación (PAL) |
| Etiqueta de cinta         | pies           | metros         | SP                         | LP                         | EP/SLP                     | SP                        | LP                        |                           |
| ------------------------- | -------------- | -------------- | -------------------------- | -------------------------- | -------------------------- | ------------------------- | ------------------------- | ------------------------- |
| T-120                     | 812            | 247.5          | 120 min (2 h)              | 240 min (4 h)              | 360 min (6 h)              | 169 min (2:49 h)          | 338 min (5:38 h)          |                           |
| T-180                     | 1210           | 368.8          | 180 min (3 h)              | 360 min (6 h)              | 540 min (9 h)              | 253 min (4:13 h)          | 507 min (8:27 h)          |                           |
| T-210 (desconocida)       | 1421           | 433.1          | 210 min (3:30 h)           | 420 min (7 h)              | 630 min (10:30 h)          | 294 min (4:56 h)          | 592 min (9:52 h)          |                           |
| DF480 (equivalente T-240) | 1624           | 495.0          | 240 min (4 h)              | 480 min (8 h)              | 720 min (12 h)             | 340 min (5:40 h)          | 680 min (11:20 h)         |                           |
| E-120                     | 570            | 173.7          | 83 min (1:23 h)            | 172 min (2:52 h)           | 258 min (4:18 h)           | 120 min (2 h)             | 240 min (4 h)             |                           |
| E-180                     | 851            | 259.4          | 129 min (2:09 h)           | 258 min (4:18 h)           | 387 min (6:27 h)           | 180 min (3 h)             | 360 min (6 h)             |                           |
| E-240                     | 1142           | 348.1          | 173 min (2:53 h)           | 346 min (5:46 h)           | 519 min (8:39 h)           | 240 min (4 h)             | 480 min (8 h)             |                           |

## Reemplazo por nuevas tecnologías
A principios del siglo XXI, las videograbadoras de VHS dejaron de comercializarse a gran escala, al ser sustituidas por nuevos formatos de almacenamiento óptico. El videodisco digital DVD como medio de difusión vendría a ser popular, debido a las ventajas que supone su tecnología sobre los medios magnéticos como puede ser: la menor degradación de la grabación con el paso del tiempo, y hacer copias de respaldo fácilmente. Sin embargo, entre 2000 y 2005, aún se usaba la tecnología VHS como una alternativa al DVD y compañías productoras lanzaban al mercado sus películas en ambos formatos para su distribución, pero en 2007, tras la comercialización de otros medios de grabación (como el TiVo y el Video On Demand de algunos operadores de televisión por cable), ya no era necesario el VHS; 
luego el DVD empezó a comercializarse masivamente, y el VHS dejó de fabricarse a grandes niveles mundiales, hasta que finalmente en 2016 la empresa japonesa Funai Electric, la única que seguía fabricando el producto en el mundo y que abastecía a diferentes marcas, anunciaría, para finales del mes de julio, el cese de la producción de aparatos reproductores y cintas VHS debido a la dificultad de seguir adquiriendo los diferentes componentes para su fabricación y a la escasa demanda. 

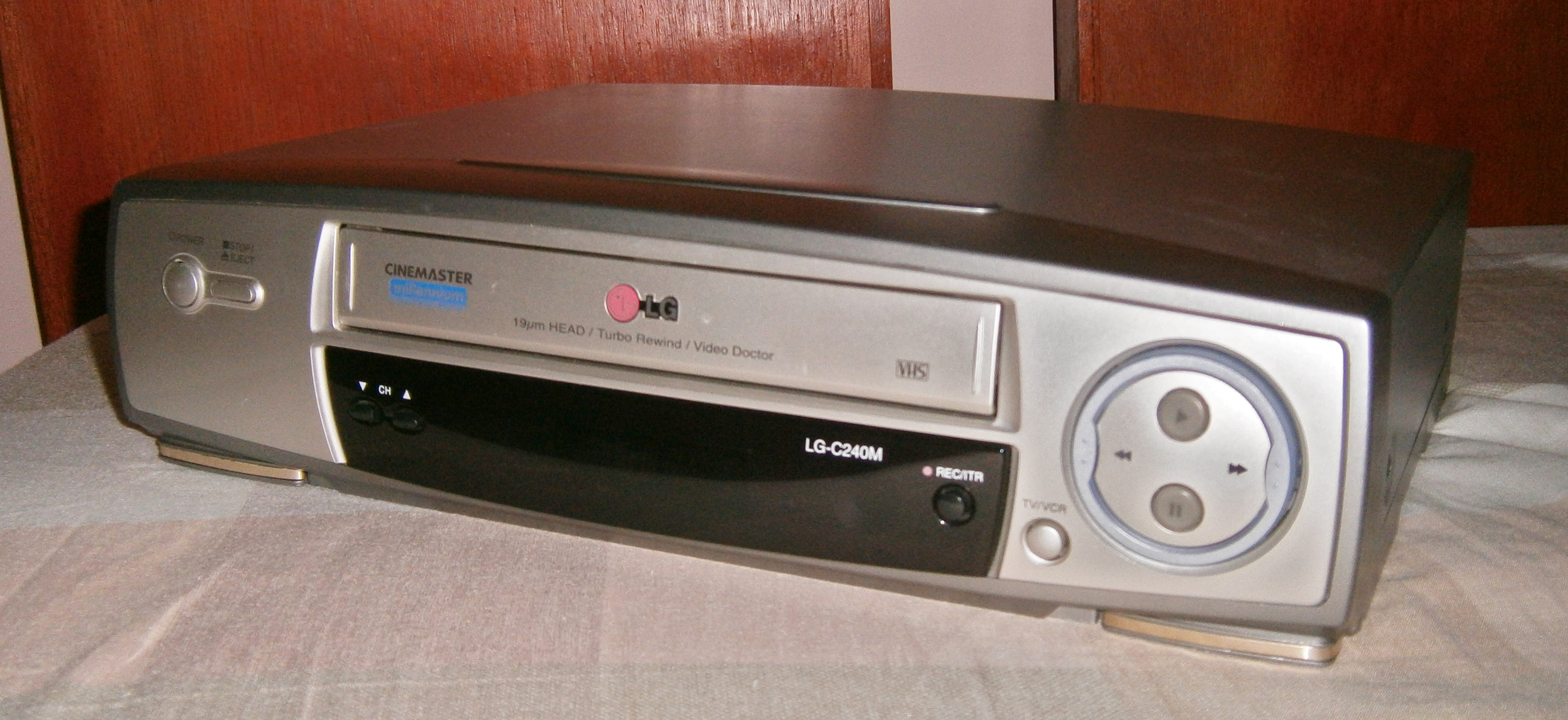
Videograbadora VHS LG-C240M circa 1999

Además con la popularización de YouTube y similares, surge la costumbre de convertir a formato digital programas de televisión en grabaciones antiguas para publicarlos sin fines de lucro en internet, por lo que las videograbadoras VHS se venden integradas con un reproductor de DVD (combos); no obstante también se comercializan unidades llamadas DVR que son símiles de las VCR magnéticas ya que realizan las mismas funciones, permiten grabar desde alguna otra fuente de video analógica o digital incluyendo señales de televisión abierta y cable, que se almacenan en un disco duro IDE que permite su edición posterior utilizando una memoria RAM intermedia de poca capacidad antes de poder concluir su total edición y/o preparación para almacenarlo nuevamente en su disco duro interno para posteriormente vaciar su contenido en un DVD convencional o regrabable, que, con este último dispositivo de almacenamiento, permite que se asemeje su funcionamiento al de las cintas magnéticas de VHS que se podían regrabar. Sin embargo el proceso en el DVR para su grabado final lo hace menos versátil que el VHS, ya que el operador de la señal digital puede prohibir grabar programas bajo licenciada registrada, región o situaciones parecidas.
Muy a pesar de la creencia popular, la calidad de imagen máxima posible con una videograbadora VHS es igual a la posible con una videograbadora Betamax. Apenas se han podido medir diferencias en laboratorio. Esto se debe a que para igualar la duración de las grabaciones VHS, Sony redujo la velocidad de arrastre de las cintas en su Betamax, reduciendo así sensiblemente la calidad de la imagen que se podía obtener con los primeros Beta y además haciendo las grabaciones incompatibles con los aparatos ya existentes; sin embargo, algunas videograbadoras Betamax podían grabar en mejor calidad de imagen debido a que el cabezal principal era unos centímetros más grande que el de una videograbadora VHS de HQ.
El sistema VHS continúa siendo un formato viable para grabaciones caseras debido a su resistencia, tiempo de grabación, calidad en la imagen y bajo costo que durante mucho tiempo brindó una manera accesible de grabar cualquier contenido audiovisual por televisión. Mucha gente mantiene sus grabaciones o películas en videocasetes, graba con sus videograbadoras VHS y las mantiene en buen estado de funcionamiento, contando para ello con servicio técnico especializado. Todo ello a pesar de la masificación del DVD y los dispositivos DVR como Tivo. Existe también la posibilidad de convertir las grabaciones en VHS a formatos digitales, tales como DVD y BluRay, con la conversión analógica a digital de video, ofrecida por empresas especializadas.

## Legado
La cadena más importante de alquiler de VHS a nivel mundial fue Blockbuster. Al día de hoy solo queda un Blockbuster en Bend, un pueblo de Oregón, EE. UU., el cual sigue alquilando cintas en formato VHS. En 2020 se realizó un documental en lengua inglesa titulado «The Last Blockbuster».